# Yeo Kab-Soon
Yeo Kab-Soon (n. 8 mai 1974, Seul, Coreea de Sud) este o trăgătoare de tir ce a reprezentat Coreea de Sud, medaliată olimpică. A participat la o ediție a Jocurilor Olimpice (1992) în care a câștigat o medalie de aur.